# Зелёное (Веселиновский район)
Зелёное (укр. Зелене) — село в Веселиновском районе Николаевской области Украины.
Основано в 1880 году. Население по переписи 2001 года составляло 269 человек. Почтовый индекс — 57032. Телефонный код — 5163. Занимает площадь 0,593 км².

## Местный совет
57032, Николаевская обл., Веселиновский р-н, с. Зелёное